# Lista över fornlämningar i Uppsala kommun (Vänge)
Lista över fornlämningar i Uppsala kommun (Vänge) är en förteckning av ett urval av de fornlämningar som finns i Vänge i Uppsala kommun.
| Namn                      | Lämningstyp             | Tillkomsttid | Historisk indelning | Plats | Läge                 | ID-nr          | Bild                                      |
| ------------------------- | ----------------------- | ------------ | ------------------- | ----- | -------------------- | -------------- | ----------------------------------------- |
| Vänge 1:1                 | Stensättning            |              | Vänge, Uppland      |       | 59.853655, 17.480081 | 10029300010001 | Ladda upp en bild av detta fornminne      |
| Vänge 2:1                 | Stensättning            |              | Vänge, Uppland      |       | 59.854151, 17.488414 | 10029300020001 | Ladda upp en bild av detta fornminne      |
| Vänge 3:1                 | Stensättning            |              | Vänge, Uppland      |       | 59.852301, 17.493010 | 10029300030001 | Ladda upp en bild av detta fornminne      |
| Vänge 8:1                 | Stensättning            |              | Vänge, Uppland      |       | 59.851582, 17.468452 | 10029300080001 | Ladda upp en bild av detta fornminne      |
| Vänge 8:2                 | Hög                     |              | Vänge, Uppland      |       | 59.851478, 17.468441 | 10029300080002 | Ladda upp en bild av detta fornminne      |
| Vänge 10:1                | Gravfält                |              | Vänge, Uppland      |       | 59.852210, 17.454787 | 10029300100001 | Ladda upp en bild av detta fornminne      |
| Vänge 12:1                | Stensättning            |              | Vänge, Uppland      |       | 59.864248, 17.462911 | 10029300120001 | Ladda upp en bild av detta fornminne      |
| Vänge 13:1                | Stensättning            |              | Vänge, Uppland      |       | 59.864072, 17.463750 | 10029300130001 | Ladda upp en bild av detta fornminne      |
| Vänge 14:1                | Stensättning            |              | Vänge, Uppland      |       | 59.864540, 17.466365 | 10029300140001 | Ladda upp en bild av detta fornminne      |
| Vänge 15:1                | Stensättning            |              | Vänge, Uppland      |       | 59.864953, 17.462506 | 10029300150001 | Ladda upp en bild av detta fornminne      |
| Vänge 16:1                | Gravfält                |              | Vänge, Uppland      |       | 59.846287, 17.472349 | 10029300160001 | Ladda upp en bild av detta fornminne      |
| Vänge 17:1                | Grav- och boplatsområde |              | Vänge, Uppland      |       | 59.846055, 17.477551 | 10029300170001 | Ladda upp en bild av detta fornminne      |
| Vänge 18:1                | Stensättning            |              | Vänge, Uppland      |       | 59.843317, 17.472294 | 10029300180001 | Ladda upp en bild av detta fornminne      |
| Vänge 19:1                | Stensättning            |              | Vänge, Uppland      |       | 59.845966, 17.475841 | 10029300190001 | Ladda upp en bild av detta fornminne      |
| Vänge 20:1                | Stensättning            |              | Vänge, Uppland      |       | 59.842266, 17.472846 | 10029300200001 | Ladda upp en bild av detta fornminne      |
| Vänge 21:1                | Stensättning            |              | Vänge, Uppland      |       | 59.841118, 17.468310 | 10029300210001 | Ladda upp en bild av detta fornminne      |
| Vänge 22:1                | Röse                    |              | Vänge, Uppland      |       | 59.839583, 17.463030 | 10029300220001 | Ladda upp en bild av detta fornminne      |
| Vänge 25:1                | Stensättning            |              | Vänge, Uppland      |       | 59.833630, 17.461645 | 10029300250001 | Ladda upp en bild av detta fornminne      |
| Vänge 26:1                | Stensättning            |              | Vänge, Uppland      |       | 59.834008, 17.462269 | 10029300260001 | Ladda upp en bild av detta fornminne      |
| Vänge 27:1                | Stensättning            |              | Vänge, Uppland      |       | 59.834502, 17.462586 | 10029300270001 | Ladda upp en bild av detta fornminne      |
| Vänge 28:1                | Stensättning            |              | Vänge, Uppland      |       | 59.835075, 17.462209 | 10029300280001 | Ladda upp en bild av detta fornminne      |
| Vänge 29:1                | Stensättning            |              | Vänge, Uppland      |       | 59.826239, 17.468565 | 10029300290001 | Ladda upp en bild av detta fornminne      |
| Vänge 31:1                | Stensättning            |              | Vänge, Uppland      |       | 59.832236, 17.460808 | 10029300310001 | Ladda upp en bild av detta fornminne      |
| Vänge 31:2                | Röse                    |              | Vänge, Uppland      |       | 59.832136, 17.460458 | 10029300310002 | Ladda upp en bild av detta fornminne      |
| Vänge 32:1                | Stensättning            |              | Vänge, Uppland      |       | 59.831860, 17.459179 | 10029300320001 | Ladda upp en bild av detta fornminne      |
| Vänge 33:1                | Stensättning            |              | Vänge, Uppland      |       | 59.829469, 17.456324 | 10029300330001 | Ladda upp en bild av detta fornminne      |
| Vänge 34:1                | Stensättning            |              | Vänge, Uppland      |       | 59.827411, 17.457726 | 10029300340001 | Ladda upp en bild av detta fornminne      |
| "Törnkullen" (Vänge 35:1) | Gravfält                |              | Vänge, Uppland      |       | 59.850925, 17.451926 | 10029300350001 | Ladda upp en bild av detta fornminne      |
| Vänge 37:1                | Gravfält                |              | Vänge, Uppland      |       | 59.855467, 17.441719 | 10029300370001 | Ladda upp en bild av detta fornminne      |
| Vänge 38:1                | Gravfält                |              | Vänge, Uppland      |       | 59.853983, 17.447846 | 10029300380001 | Ladda upp en bild av detta fornminne      |
| Vänge 39:1                | Gravfält                |              | Vänge, Uppland      |       | 59.854387, 17.445901 | 10029300390001 | Ladda upp en bild av detta fornminne      |
| Vänge 41:2                | Stensättning            |              | Vänge, Uppland      |       | 59.854211, 17.419786 | 10029300410002 | Ladda upp en bild av detta fornminne      |
| Vänge 41:3                | Hällristning            |              | Vänge, Uppland      |       | 59.854174, 17.419256 | 10029300410003 | Ladda upp en bild av detta fornminne      |
| Vänge 41:4                | Hällristning            |              | Vänge, Uppland      |       | 59.854190, 17.419552 | 10029300410004 | Ladda upp en bild av detta fornminne      |
| Vänge 43:1                | Stensättning            |              | Vänge, Uppland      |       | 59.850971, 17.425725 | 10029300430001 | Ladda upp en bild av detta fornminne      |
| Vänge 43:2                | Stensättning            |              | Vänge, Uppland      |       | 59.850813, 17.424990 | 10029300430002 | Ladda upp en bild av detta fornminne      |
| Vänge 43:3                | Stensättning            |              | Vänge, Uppland      |       | 59.850933, 17.425355 | 10029300430003 | Ladda upp en bild av detta fornminne      |
| Vänge 43:4                | Stensättning            |              | Vänge, Uppland      |       | 59.851090, 17.426347 | 10029300430004 | Ladda upp en bild av detta fornminne      |
| U 910 (Vänge 45:1)        | Runristning             |              | Vänge, Uppland      |       | 59.847053, 17.439819 | 10029300450001 | Ladda upp en bild av detta fornminne      |
| Vänge 46:1                | Gravfält                |              | Vänge, Uppland      |       | 59.862626, 17.426340 | 10029300460001 | Ladda upp en bild av detta fornminne      |
| Vänge 47:1                | Stensättning            |              | Vänge, Uppland      |       | 59.862340, 17.423886 | 10029300470001 | Ladda upp en bild av detta fornminne      |
| Vänge 48:1                | Stensättning            |              | Vänge, Uppland      |       | 59.866725, 17.424044 | 10029300480001 | Ladda upp en bild av detta fornminne      |
| Vänge 51:1                | Röse                    |              | Vänge, Uppland      |       | 59.861051, 17.413763 | 10029300510001 | Ladda upp en bild av detta fornminne      |
| Vänge 54:1                | Grav- och boplatsområde |              | Vänge, Uppland      |       | 59.852763, 17.429912 | 10029300540001 | Ladda upp en bild av detta fornminne      |
| Vänge 55:1                | Stensättning            |              | Vänge, Uppland      |       | 59.837803, 17.447882 | 10029300550001 | Ladda upp en bild av detta fornminne      |
| Vänge 55:2                | Stensättning            |              | Vänge, Uppland      |       | 59.838044, 17.448702 | 10029300550002 | Ladda upp en bild av detta fornminne      |
| Vänge 58:1                | Stensättning            |              | Vänge, Uppland      |       | 59.833112, 17.450849 | 10029300580001 | Ladda upp en bild av detta fornminne      |
| Vänge 60:1                | Stensättning            |              | Vänge, Uppland      |       | 59.828908, 17.442067 | 10029300600001 | Ladda upp en bild av detta fornminne      |
| Vänge 61:1                | Stensättning            |              | Vänge, Uppland      |       | 59.827552, 17.431581 | 10029300610001 | Ladda upp en bild av detta fornminne      |
| Vänge 63:1                | Stensättning            |              | Vänge, Uppland      |       | 59.834869, 17.398491 | 10029300630001 | Ladda upp en bild av detta fornminne      |
| Vänge 63:2                | Stensättning            |              | Vänge, Uppland      |       | 59.834534, 17.398880 | 10029300630002 | Ladda upp en bild av detta fornminne      |
| Vänge 70:1                | Gravfält                |              | Vänge, Uppland      |       | 59.855397, 17.414314 | 10029300700001 | Ladda upp en bild av detta fornminne      |
| Vänge 73:1                | Stensättning            |              | Vänge, Uppland      |       | 59.847699, 17.424299 | 10029300730001 | Ladda upp en bild av detta fornminne      |
| Vänge 74:1                | Gravfält                |              | Vänge, Uppland      |       | 59.855724, 17.420768 | 10029300740001 | Ladda upp en bild av detta fornminne      |
| Vänge 75:1                | Gravfält                |              | Vänge, Uppland      |       | 59.856732, 17.419589 | 10029300750001 | Ladda upp en bild av detta fornminne      |
| Vänge 78:1                | Gravfält                |              | Vänge, Uppland      |       | 59.849584, 17.435890 | 10029300780001 | Ladda upp en bild av detta fornminne      |
| Vänge 80:1                | Stensättning            |              | Vänge, Uppland      |       | 59.855672, 17.443557 | 10029300800001 | Ladda upp en bild av detta fornminne      |
| Vänge 81:1                | Gravfält                |              | Vänge, Uppland      |       | 59.854508, 17.414329 | 10029300810001 | Ladda upp en bild av detta fornminne      |
| U 908 (Vänge 82:1)        | Runristning             |              | Vänge, Uppland      |       | 59.885007, 17.376152 | 10029300820001 | Ladda upp en bild av detta fornminne      |
| U 911 (Vänge 85:1)        | Runristning             |              | Vänge, Uppland      |       | 59.861779, 17.366078 | 10029300850001 | Ladda upp en till bild av detta fornminne |
| U 907 (Vänge 86:1)        | Runristning             |              | Vänge, Uppland      |       | 59.864283, 17.400792 | 10029300860001 | Ladda upp en till bild av detta fornminne |
| Vänge 88:1                | Stensättning            |              | Vänge, Uppland      |       | 59.853310, 17.488799 | 10029300880001 | Ladda upp en bild av detta fornminne      |
| Vänge 92:1                | Stensättning            |              | Vänge, Uppland      |       | 59.851280, 17.488146 | 10029300920001 | Ladda upp en bild av detta fornminne      |
| Vänge 92:2                | Stensättning            |              | Vänge, Uppland      |       | 59.851213, 17.488797 | 10029300920002 | Ladda upp en bild av detta fornminne      |
| U 905 (Vänge 94:1)        | Runristning             |              | Vänge, Uppland      |       | 59.856089, 17.434784 | 10029300940001 | Ladda upp en bild av detta fornminne      |
| Vänge 95:1                | Stensättning            |              | Vänge, Uppland      |       | 59.865703, 17.464346 | 10029300950001 | Ladda upp en bild av detta fornminne      |
| Vänge 95:2                | Stensättning            |              | Vänge, Uppland      |       | 59.865488, 17.464411 | 10029300950002 | Ladda upp en bild av detta fornminne      |
| Vänge 96:1                | Stensättning            |              | Vänge, Uppland      |       | 59.852179, 17.471584 | 10029300960001 | Ladda upp en bild av detta fornminne      |
| Vänge 101:1               | Stensättning            |              | Vänge, Uppland      |       | 59.852643, 17.490330 | 10029301010001 | Ladda upp en bild av detta fornminne      |
| Vänge 107:1               | Stensättning            |              | Vänge, Uppland      |       | 59.840416, 17.469169 | 10029301070001 | Ladda upp en bild av detta fornminne      |
| Vänge 113:1               | Stensättning            |              | Vänge, Uppland      |       | 59.851844, 17.488563 | 10029301130001 | Ladda upp en bild av detta fornminne      |
| Vänge 114:1               | Stensättning            |              | Vänge, Uppland      |       | 59.828438, 17.431437 | 10029301140001 | Ladda upp en bild av detta fornminne      |
| Vänge 116:2               | Stensättning            |              | Vänge, Uppland      |       | 59.830547, 17.443439 | 10029301160002 | Ladda upp en bild av detta fornminne      |
| Vänge 117:1               | Stensättning            |              | Vänge, Uppland      |       | 59.836690, 17.482380 | 10029301170001 | Ladda upp en bild av detta fornminne      |
| Vänge 120:1               | Stensättning            |              | Vänge, Uppland      |       | 59.842290, 17.474242 | 10029301200001 | Ladda upp en bild av detta fornminne      |
| Vänge 120:2               | Stensättning            |              | Vänge, Uppland      |       | 59.842350, 17.474052 | 10029301200002 | Ladda upp en bild av detta fornminne      |
| Vänge 122:1               | Hög                     |              | Vänge, Uppland      |       | 59.847563, 17.450432 | 10029301220001 | Ladda upp en bild av detta fornminne      |
| Vänge 129:1               | Stensättning            |              | Vänge, Uppland      |       | 59.838539, 17.448056 | 10029301290001 | Ladda upp en bild av detta fornminne      |
| Vänge 130:1               | Hällristning            |              | Vänge, Uppland      |       | 59.854410, 17.426486 | 10029301300001 | Ladda upp en bild av detta fornminne      |
| Vänge 131:1               | Stensättning            |              | Vänge, Uppland      |       | 59.840257, 17.449963 | 10029301310001 | Ladda upp en bild av detta fornminne      |
| Vänge 131:2               | Stensättning            |              | Vänge, Uppland      |       | 59.839943, 17.450271 | 10029301310002 | Ladda upp en bild av detta fornminne      |
| Vänge 131:3               | Stensättning            |              | Vänge, Uppland      |       | 59.840298, 17.450171 | 10029301310003 | Ladda upp en bild av detta fornminne      |
| Vänge 142:1               | Hällristning            |              | Vänge, Uppland      |       | 59.854937, 17.420514 | 10029301420001 | Ladda upp en bild av detta fornminne      |
| Vänge 145:1               | Stensättning            |              | Vänge, Uppland      |       | 59.826016, 17.466950 | 10029301450001 | Ladda upp en bild av detta fornminne      |
| Vänge 147:1               | Stensättning            |              | Vänge, Uppland      |       | 59.853309, 17.427954 | 10029301470001 | Ladda upp en bild av detta fornminne      |
| Vänge 149:1               | Stensättning            |              | Vänge, Uppland      |       | 59.850895, 17.429720 | 10029301490001 | Ladda upp en bild av detta fornminne      |
| Vänge 152:2               | Stensättning            |              | Vänge, Uppland      |       | 59.866822, 17.421373 | 10029301520002 | Ladda upp en bild av detta fornminne      |
| Vänge 152:3               | Stensättning            |              | Vänge, Uppland      |       | 59.866713, 17.421137 | 10029301520003 | Ladda upp en bild av detta fornminne      |
| Vänge 153:1               | Stensättning            |              | Vänge, Uppland      |       | 59.865359, 17.418537 | 10029301530001 | Ladda upp en bild av detta fornminne      |
| Vänge 154:1               | Gravfält                |              | Vänge, Uppland      |       | 59.866050, 17.431423 | 10029301540001 | Ladda upp en bild av detta fornminne      |
| Vänge 169:1               | Stensättning            |              | Vänge, Uppland      |       | 59.867593, 17.441853 | 10029301690001 | Ladda upp en bild av detta fornminne      |
| Vänge 173:1               | Hög                     |              | Vänge, Uppland      |       | 59.851829, 17.424936 | 10029301730001 | Ladda upp en bild av detta fornminne      |
| Vänge 175:1               | Hällristning            |              | Vänge, Uppland      |       | 59.856205, 17.439057 | 10029301750001 | Ladda upp en bild av detta fornminne      |
| Vänge 176:1               | Stensättning            |              | Vänge, Uppland      |       | 59.854877, 17.442020 | 10029301760001 | Ladda upp en bild av detta fornminne      |
| Vänge 176:2               | Hög                     |              | Vänge, Uppland      |       | 59.854841, 17.442165 | 10029301760002 | Ladda upp en bild av detta fornminne      |
| Vänge 176:3               | Stensättning            |              | Vänge, Uppland      |       | 59.854933, 17.442151 | 10029301760003 | Ladda upp en bild av detta fornminne      |
| Vänge 177:1               | Gravfält                |              | Vänge, Uppland      |       | 59.862570, 17.423209 | 10029301770001 | Ladda upp en bild av detta fornminne      |
| Vänge 178:1               | Stensättning            |              | Vänge, Uppland      |       | 59.850935, 17.428640 | 10029301780001 | Ladda upp en bild av detta fornminne      |
| Vänge 178:2               | Stensättning            |              | Vänge, Uppland      |       | 59.850776, 17.428555 | 10029301780002 | Ladda upp en bild av detta fornminne      |
| Vänge 179:3               | Stensättning            |              | Vänge, Uppland      |       | 59.855674, 17.440683 | 10029301790003 | Ladda upp en bild av detta fornminne      |
| Vänge 179:5               | Stensättning            |              | Vänge, Uppland      |       | 59.855850, 17.440858 | 10029301790005 | Ladda upp en bild av detta fornminne      |
| Vänge 181:1               | Stensättning            |              | Vänge, Uppland      |       | 59.852910, 17.452631 | 10029301810001 | Ladda upp en bild av detta fornminne      |
| Vänge 184:1               | Stensättning            |              | Vänge, Uppland      |       | 59.860157, 17.439623 | 10029301840001 | Ladda upp en bild av detta fornminne      |
| Vänge 184:2               | Stensättning            |              | Vänge, Uppland      |       | 59.860045, 17.439815 | 10029301840002 | Ladda upp en bild av detta fornminne      |
| Vänge 200:1               | Fornborg                |              | Vänge, Uppland      |       | 59.902167, 17.346389 | 10029302000001 | Ladda upp en bild av detta fornminne      |
| Vänge 207:1               | Gravfält                |              | Vänge, Uppland      |       | 59.863359, 17.409462 | 10029302070001 | Ladda upp en bild av detta fornminne      |
| Vänge 210:1               | Fornborg                |              | Vänge, Uppland      |       | 59.858128, 17.389605 | 10029302100001 | Ladda upp en bild av detta fornminne      |
| Kåsbacken (Vänge 212:1)   | Gravfält                |              | Vänge, Uppland      |       | 59.855133, 17.403229 | 10029302120001 | Ladda upp en bild av detta fornminne      |
| Vänge 228:1               | Stensättning            |              | Vänge, Uppland      |       | 59.832017, 17.437584 | 10029302280001 | Ladda upp en bild av detta fornminne      |
| Vänge 229:1               | Gravfält                |              | Vänge, Uppland      |       | 59.892011, 17.417136 | 10029302290001 | Ladda upp en bild av detta fornminne      |